# The Gnome
"The Gnome" là bài hát của ban nhạc rock người Anh Pink Floyd. Bài hát được viết bởi Syd Barrett, và nằm trong album đầu tay năm 1967 của họ, The Piper at the Gates of Dawn.

## Nội dung
Bài hát kể một câu truyện về một thần lùn (gnome) mặc áo chẽm màu đỏ tươi tên Grimble Gromble. Lời bài hát hơi "trẻ con" được Barrett nghĩ ra vào đầu thời kỳ giàu sáng tạo nhất. Có nguồn cho rằng nó được sáng tác theo nhân vật hư cấu của J. R. R. Tolkien. "The Gnome" được chọn làm mặt B cho đĩa đơn "Flaming" tại Mỹ. Đĩa đơn này chưa bao giờ được phát hành tại Anh.

## Hát lại
Diễn viên người Anh Nigel Planer từng hát lại ca khúc này qua nhân vật Neil trong bộ phim sitcom The Young Ones vào năm 1984. Sau này nó còn được đưa vào album của riêng anh có tên Heavy Concept.

## Thành phần tham gia
- Syd Barrett – guitar acoustic, guitar acoustic 12-dây, hát chính.
- Roger Waters – bass, hát nền.
- Richard Wright – celesta, đàn tăng rung, hát nền.
- Nick Mason – mõ sừng trâu, chũm chọe.